# Ichneumon cerinthius
Ichneumon cerinthius är en stekelart som beskrevs av Johann Ludwig Christian Gravenhorst 1820. Ichneumon cerinthius ingår i släktet Ichneumon och familjen brokparasitsteklar. Inga underarter finns listade i Catalogue of Life.